# Huracán Genevieve (2020)
El huracán Genevieve fue un fuerte ciclón tropical que casi tocó tierra en la península de Baja California en agosto de 2020. El duodécimo ciclón tropical, la séptima tormenta con nombre, el tercer huracán y el segundo huracán importante de la temporada de huracanes del Pacífico de 2020, Genevieve se formó a partir de una onda tropical que el Centro Nacional de Huracanes (NHC) comenzó a monitorear por primera vez el 10 de agosto. La ola se fusionó con un valle de baja presión el 13 de agosto, y las condiciones favorables permitieron que la ola se intensificara en la Depresión Tropical Doce-E a las 15:00 UTC. Solo seis horas después, la depresión se convirtió en tormenta tropical y recibió el nombre de Genevieve. Genevieve se convirtió rápidamente en huracán el 17 de agosto y Genevieve comenzó a intensificarse explosivamente al día siguiente. A las 12:00 UTC del 18 de agosto, Genevieve alcanzó su intensidad máxima con vientos de 130 mph y una presión de 950 mbar. Genevieve comenzó a debilitarse al día siguiente posiblemente debido a las aguas más frías causadas por el huracán Elida, a principios de ese mes. Genevieve se debilitó por debajo del estado de tormenta tropical alrededor de las 18:00 UTC del 20 de agosto, cuando pasó cerca de Baja California Sur. Poco después, Genevieve comenzó a perder su convección profunda y se convirtió en un ciclón postropical a las 21:00 UTC del 21 de agosto, y finalmente se disipó frente a la costa del sur de California a fines del 24 de agosto.
Las ráfagas de fuerza de un huracán afectaron partes de Baja California cuando Genevieve pasó cerca. Varias pulgadas de lluvia causaron inundaciones cerca de Cabo San Lucas el 20 de agosto. Se atribuyeron un total de seis muertes a Genevieve en todo México. Las pérdidas económicas totales asociadas con Genevieve alcanzaron los 50 millones de dólares.

## Historia meteorológica

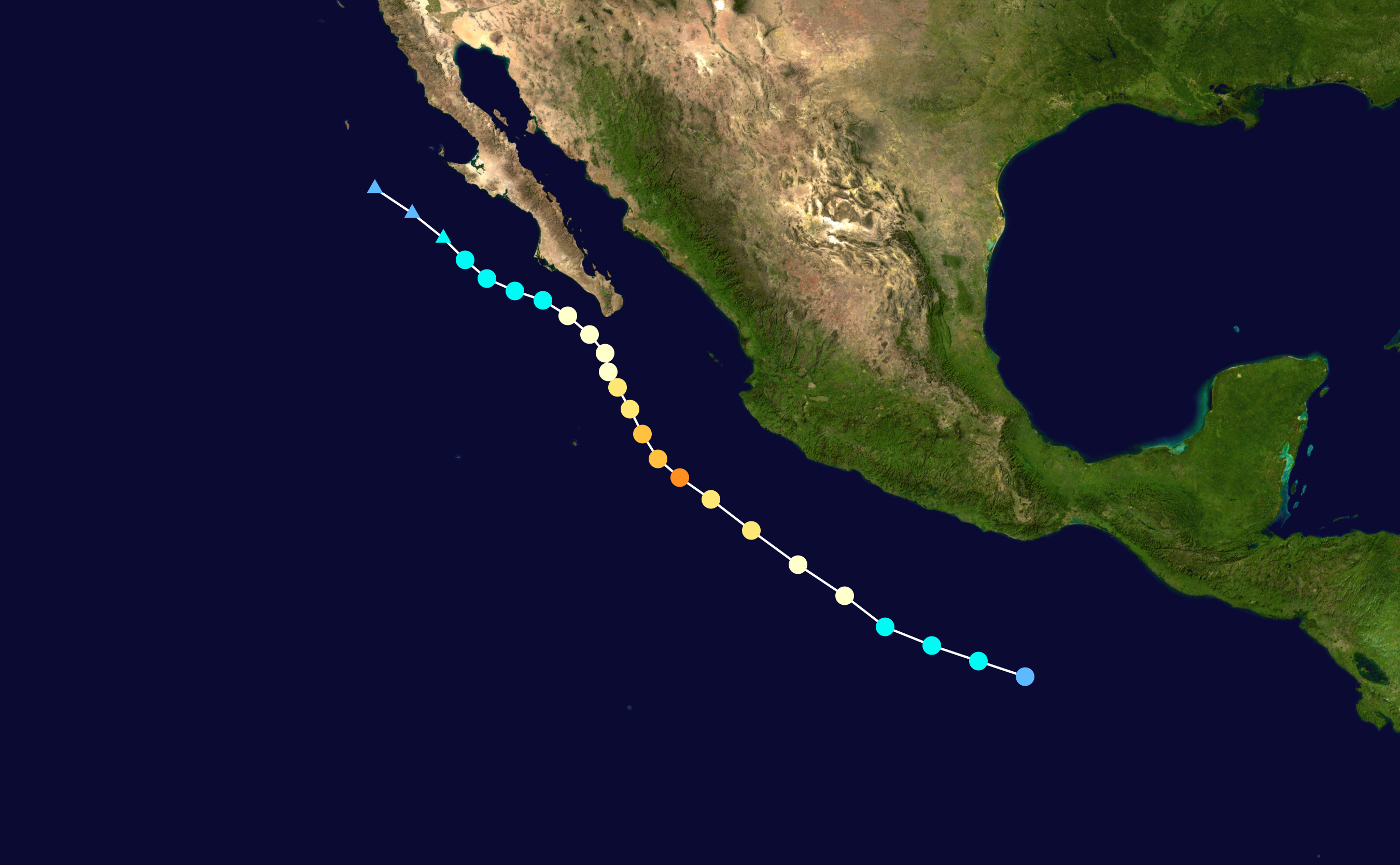
Mapa que traza la trayectoria y la intensidad de la tormenta, de acuerdo con la escala de huracanes de Saffir-Simpson

El 10 de agosto, el NHC notó la posibilidad de que se formara un área de baja presión cerca de Centroamérica en los próximos días. El 13 de agosto, esto pronto se hizo realidad cuando una depresión de baja presión se desarrolló cerca de la costa de Centroamérica. On August 13, this soon came true as a trough of low pressure developed just offshore Central America. La perturbación se organizó gradualmente y el 16 de agosto el sistema se convirtió en una depresión tropical, recibiendo la designación Twelve-E a las 15:00 UTC. La depresión se fortaleció rápidamente y se convirtió en tormenta tropical 6 horas después a las 21:00 UTC, recibiendo el nombre de Genevieve. Genevieve continuó fortaleciéndose rápidamente durante la noche a medida que creció un núcleo interno y se convirtió en huracán el 17 de agosto, alcanzando vientos de 1 minuto de 75 mph (120 km / h). Genevieve continuó intensificándose rápidamente a medida que comenzó a crecer un ojo junto con características de bandas bien definidas, más tarde ese día.  A las 3:00 UTC del día siguiente, Genevieve se había intensificado hasta convertirse en un huracán de categoría 2 cuando se hizo evidente un fuerte flujo de salida y el ojo comenzó a crecer, pero permaneció nublado. Solo 6 horas después, Genevieve se convirtió en un huracán de categoría 3 cuando se hizo visible una pared del ojo y un ojo bien definido. 
Tres horas después, Genevieve se intensificó aún más hasta convertirse en un huracán de categoría 4. Más tarde ese día, cuando Genevieve mantuvo su intensidad, las imágenes mostraron un ojo casi circular junto con un núcleo interno bien definido. Al día siguiente, Genevieve comenzó a debilitarse sin signos de un ciclo de reemplazo de la pared del ojo, lo que sugiere un debilitamiento posiblemente debido a una estela fría que dejó el huracán Elida, a principios de ese mes. Genevieve continuó con una tendencia de debilitamiento gradual durante las siguientes horas, pero más tarde ese día, los datos de un vuelo de reconocimiento del NHC indicaron que Genevieve se estaba debilitando rápidamente, con la tormenta cayendo al estado de Categoría 1 a las 21:00 UTC de ese día. El 20 de agosto, Genevieve giró hacia el noroeste y pasó muy cerca de Cabo San Lucas, en el extremo sur de la península de Baja California, y el sistema se debilitó aún más hasta convertirse en una tormenta tropical a las 18:00 UTC. A las 21:00 UTC del 21 de agosto, Genevieve había degenerado en un ciclón postropical, después de no tener convección profunda durante 12 horas. El nivel bajo remanente del huracán Genevieve continuó persistiendo durante unos días más, deteniéndose frente a la costa del sur de California el 23 de agosto. El bajo remanente de Genevieve se disipó a las 00:00 UTC del 25 de agosto.

## Preparaciones e impacto

### México
Cuando el huracán Genevieve se intensificó rápidamente el 17 de agosto, el gobierno de México emitió una alerta de tormenta tropical para las áreas del sur de Baja California Sur.  Esto se elevó posteriormente a una advertencia de tormenta tropical al día siguiente, y una advertencia de huracán el 19 de agosto. Estos avisos se suspendieron posteriormente cuando la tormenta se debilitó y se alejó de la península de Baja California el 21 de agosto. Se estima que 8 millones de personas se vieron amenazadas por el huracán en la costa oeste de México. Así, se abrieron aproximadamente 1.600 albergues a nivel nacional: 571 en Jalisco, 434 en Nayarit, 237 en Colima, 179 en Michoacán y 175 en Baja California Sur. Incluso sin que los funcionarios pidieran a los residentes que lo hicieran, los residentes de Baja California se prepararon para los vientos dañinos.
Las tormentas eléctricas asociadas con las bandas exteriores de Genevieve produjeron ráfagas de viento y fuertes lluvias en Oaxaca, con acumulaciones promedio de 3.0 a 5.9 pulgadas (75 a 150 mm) y ráfagas que alcanzaron 43 a 50 mph (70 a 80 km / h). En el estado murieron cuatro personas: dos por deslizamientos de tierra en Huautla de Jiménez y dos por crecidas de ríos. El agua alcanzó una profundidad de 1,6 pies (0,5 m) en Puerto Ángel.  Los Caminos y Aeropistas de Oaxaca desplegaron a 32 personas para reparar los daños en las carreteras. Se emitieron declaraciones de emergencia para 13 municipios. Las inundaciones repentinas localizadas afectaron partes de Acapulco, con autos arrasados y algunas casas inundadas. Grandes marejadas impactaron la costa de Jalisco. Catorce familias fueron reubicadas en Cihuatlán.
Las fuertes lluvias afectaron gran parte de Baja California Sur mientras Genevieve rozaba el estado; las acumulaciones alcanzaron un máximo de 280 mm (11 pulgadas) en Cabo San Lucas. En el terreno montañoso al sur de Cabo San Lucas, las ráfagas de viento alcanzaron los 140 km / h (90 mph). La infraestructura eléctrica y vial sufrió daños en todo el estado y algunas áreas estuvieron sin electricidad durante más de 24 horas. Un salvavidas se ahogó mientras intentaba salvar a un adolescente que también murió luego de ignorar las señales de advertencia provocadas por el fuerte oleaje producido por Genevieve, en un resort en Cabo San Lucas. El 23 de agosto, la Coordinación Nacional de Protección Civil declaró el estado de emergencia para los municipios de La Paz y Los Cabos. Esto permitió la distribución de ayuda y suministros gubernamentales a los residentes afectados. Se utilizó maquinaria pesada para limpiar las carreteras de los escombros y el barro que dejaron las inundaciones.

### Estados Unidos
El 22 de agosto, la humedad de los remanentes del huracán Genevieve trajo fuertes lluvias a partes del sur de California y Arizona. Esto generó temores de incendios forestales en la región, que ya estaba siendo afectada por los incendios producidos por la tormenta tropical Fausto unos días antes. El 22 de agosto, se puso en vigor una advertencia de bandera roja para la mayor parte de la costa de California. Afortunadamente, los rayos solo causaron un pequeño incendio. Sin embargo, las tormentas producidas por Genevieve empeoraron las condiciones para que los bomberos lucharan contra otros tres incendios forestales.